# Hugo Wikner
Hugo Oskar Herman Wikner, född den 29 maj 1872 i Uppsala, död den 22 juni 1928 i Örebro, var en svensk militär. Han var son till Pontus Wikner. 
Wikner blev underlöjtnant i Livregementet till fot 1894, löjtnant där 1898, i generalstaben 1903, kapten där 1905 och vid Upplands infanteriregemente 1911. Han var lärare i taktik vid Krigshögskolan 1908–1912 och avdelningschef vid generalstabens organisationsavdelning 1914–1917. Wikner befordrades till major vid generalstaben 1914, till överstelöjtnant där 1916, vid Älvsborgs regemente 1917, och till överste 1920. Han var chef för Krigshögskolan 1919–1922 och sekundchef för Livregementets grenadjärer 1922–1927. Wikner utgav Försvar och anfall (1908, jämte Axel Lyström) och Föreläsningar rörande den nutida infanteritaktiken (1920). Han invaldes som ledamot av Krigsvetenskapsakademien 1916. Wikner blev riddare av Svärdsorden 1915, av Vasaorden 1917 och av Nordstjärneorden 1919 samt kommendör av andra klassen av Svärdsorden 1923 och kommendör av första klassen 1926. Han vilar i familjegraven på Uppsala gamla kyrkogård.